# Liste der Landschaftsschutzgebiete in Stuttgart
In der Landeshauptstadt Stuttgart gibt es 27 Landschaftsschutzgebiete. Nach der Schutzgebietsstatistik der Landesanstalt für Umwelt, Messungen und Naturschutz Baden-Württemberg (LUBW) stehen 6.734,27 Hektar der Fläche des Stadtgebiets unter Landschaftsschutz, das sind 32,48 Prozent.
| Name | Bild          | Kennung                  | Einzelheiten | Position | Fläche Hektar | Datum         |
| --- | ------------- | ------------------------ | --- | -------- | ------------- | ------------- |
| Feuerbacher Heide |               | 1.11.007 WDPA: 320793    | Stuttgart Parkartige freie Grünlandflächen. | ⊙        | 21,3          | 10. Nov. 1961 |
| Weinberg- und Obsthänge rings um den Burgholzhof |               | 1.11.014 WDPA: 325728    | Stuttgart Eine der großen zusammenhängenden Weinberglandschaften um Stuttgart; Obstgärten. | ⊙        | 135,8         | 10. Nov. 1961 |
| Weinberghänge rechts des Neckars unterhalb des Muckensturms, der Steinhalde, des Zuckerberges und die anschließende Hochfläche mit dem Steinhaldenfriedhof |               | 1.11.015 WDPA: 325735    | Stuttgart Steiler Neckartalhang | ⊙        | 53,4          | 10. Nov. 1961 |
| Neckarlandschaft anschließend an den Zuckerberg bis zur Schleuse Hofen                                                                                     |               | 1.11.016 WDPA: 323143    | Stuttgart Neckartallandschaft mit Talwiesen und Max-Eyth-See. | ⊙        | 124,8         | 10. Nov. 1961 |
| Unteres Feuerbachtal |               | 1.11.017 WDPA: 325337    | Stuttgart Reizvolles Tälchen mit Wäldchen; Neckartalhang mit Weinbergen. | ⊙        | 70,6          | 10. Nov. 1961 |
| Neckarufer und das anschließende Hanggelände |               | 1.11.018 WDPA: 323161    | Stuttgart Neckarufer und Talhang. | ⊙        | 19,4          | 10. Nov. 1961 |
| Weinberg- und Gartenlandschaft zwischen Bad Cannstatt und Untertürkheim                                                                                    |               | 1.11.019 WDPA: 325727    | Stuttgart Weinberg- und Gartenlandschaft. | ⊙        | 79,2          | 10. Nov. 1961 |
| Waldgebiet auf der Südostseite der Innenstadt |               | 1.11.021 WDPA: 325559    | Stuttgart Großes, geschlossenes Waldgebiet am Stadtrand. | ⊙        | 262,3         | 10. Nov. 1961 |
| Weinberg- und Obsthänge rings um die Wangener Höhe |               | 1.11.022 WDPA: 325729    | Stuttgart Weinberglandschaft und Obstgärten am Neckar- und Dürrbachtalhang. | ⊙        | 157,8         | 10. Nov. 1961 |
| Frauenkopf-Dürrbach | BW            | 1.11.023 WDPA: 320866    | Stuttgart Waldflächen um den Frauenkopf und das Dürrbachtal und die Weinberg- und Obstgartenflächen an den Südhängen unterhalb des Stadtteiles Frauenkopfs mit den östlich angrenzenden Obstgartenflächen | ⊙        | 228,4         | 11. Feb. 1982 |
| Der Steilhang östlich unterhalb der Bebauung von Heumaden                                                                                                  | BW            | 1.11.025 WDPA: 320325    | Stuttgart Obst- und Wiesenhang. | ⊙        | 22,0          | 10. Nov. 1961 |
| Das untere Weidachtal, das obere Ramsbachtal | BW            | 1.11.026 WDPA: 320285    | Stuttgart Landschaftlich reizvolle Bachtälchen mit Wiesengrund; Waldgebiet. | ⊙        | 353,9         | 10. Nov. 1961 |
| Das untere Ramsbachtal | BW            | 1.11.027 WDPA: 320284    | Stuttgart Bachtälchen mit großem Wiesengelände am Hang. | ⊙        | 116,0         | 10. Nov. 1961 |
| Das ganze Körschtal |               | 1.11.028 WDPA: 320277    | Stuttgart Körschtal mit Seitentälern von Möhringen bis Hohenheim; landschaftlich besonders reizvoll, mit naturhaftem Bachbewuchs und Wiesenflächen. | ⊙        | 214,1         | 22. Juli 1991 |
| Zuckerberg-Muckensturm |               | 1.11.035 WDPA: 326000    | Stuttgart Terrassierte Weinberge auf Muschelkalksteilhängen mit Felsbändern, Trockenmauern, aufgelassenen Steinbrüchen, alte Obstbaumbestände; Erholungsgebiet mit überörtlicher Bedeutung. | ⊙        | 50,5          | 12. Okt. 1987 |
| Prag-Wolfersberg |               | 1.11.036 WDPA: 323706    | Stuttgart Abwechslungsreiche Erholungslandschaft mit alten Trockenmauern, Obstwiesen, bachbegleitende Gehölzstreifen; Klimafunktion, ökologische Ausgleichsflächen als Rückzugsgebiet für Tier- und Pflanzenarten | ⊙        | 81,6          | 14. Mai 1991  |
| Reisachmulde-Lemberg |               | 1.11.037 WDPA: 323790    | Stuttgart Ausgleichsflächen als Rückzugsgebiet für Tier und Pflanzenarten; Erholungsgebiet; mit Natursteinmauern in terrassierten Weinberglagen; offene Wiesenflächen, Obstwiesen und Waldflächen, klimaaktive Frischluftschneise. | ⊙        | 205,8         | 19. Nov. 1991 |
| Wein- und Obstbaulandschaft Württemberg und Götzenberg |               | 1.11.038 WDPA: 325740    | Stuttgart Überwiegend durch Weinbau geprägte Kulturlandschaft; historisch bedeutsamer „Württemberg“ mit Grabkapelle, Trockenmauern, Felsrelikte, Klingen, obstbaumbestandene Wiesenflächen; ökologisch wertvoller Biotopverbund zwischen Wald-, Reb- und Gartenflächen, insbesondere für die Vogelwelt; das Gebiet soll durch Entsiegelung und Böschungsbepflanzungen verbessert werden.                                                                                          | ⊙        | 646,5         | 7. Sep. 1995  |
| Rosensteinpark |               | 1.11.039 WDPA: 323954    | Stuttgart Kulturhistorisch bedeutsamer Landschaftspark mit altem Baumbestand und historischer Wiesennutzung; innerstädtische Grünzone als Erholungsraum, Bedeutung für das Stadtklima und wichtiger Lebensraum für Tiere und Pflanzen. | ⊙        | 62,5          | 16. Nov. 1995 |
| Glemswald | Katzenbachsee | 1.11.040 WDPA: 321099    | Stuttgart Zusammenhängendes Waldgebiet mit angrenzenden Freiflächen, Tälern und Teilbereichen der Filderebene; klimaregulierende Funktion; Schutz für die Umgebung der Naturschutzgebiete und Naturdenkmale; der Erholungswert für die Allgemeinheit im Verdichtungsraum Stuttgart soll erhalten, gesteigert oder wiederhergestellt werden. | ⊙        | 13.460,0      | 15. Aug. 2005 |
| Stammheim-West | BW            | 1.11.041 WDPA: 324775    | Stuttgart Garten-, Wiesen- und Ackerlandschaft; siedlungsnahe Erholungslandschaft; klimaaktive, für den Luftaustausch von Stammheim bedeutsame Freilandflächen; durch Pflegemaßnahmen soll die Qualität des Gebietes verbessert werden | ⊙        | 100,9         | 10. Sep. 1996 |
| Sillenbuch-Heumaden |               | 1.11.042 WDPA: 324578    | Stuttgart Obsthänge, Wald- und Gartenlandschaft; Landschaftsbild mit fast unversehrt ländlichem Charakter; Lebensraum für eine vielfältige Flora und Fauna; Erholungsfunktion. | ⊙        | 303,2         | 29. Okt. 1996 |
| Dornhalde-Haldenwald | BW            | 1.11.043 WDPA: 320414    | Stuttgart Kombinierter Lebensraum aus Kleingewässern, Mischwald und offener Landschaft als Rückzugsgebiet besonders geschützter Tierarten; wenig lärmbelastetes Naherholungsgebiet für die Bevölkerung; extensive Flächennutzung als Streuobstwiesen; historische Nutzungsformen im Keupergebiet; landschaftstypische Kleingewässer sowie zahlreiche geologische Kleinaufschlüsse.                                                                                                | ⊙        | 69,7          | 23. Dez. 1998 |
| Schimmelhüttenweg |               | 1.11.044 WDPA: 324152    | Stuttgart Beispielhaftes Keupergebiet für die Wechselwirkung zwischen historischen Nutzungsformen, Oberflächenausbildung und landschaftsästhetischem Wert. Die Schaffung ökologischer Ausgleichsflächen wird angestrebt. Trockenmauern, Streuobstwiesen, extensiv bewirtschaftete Gärten und Weinbergbrachen als seltene Trocken- und Halbtrockenbiotope. Biotopverbund zwischen den Wiesen- und Waldflächen des angrenzenden Landschaftsschutzgebietes „Waldfriedhof Dornhalde“. | ⊙        | 25,1          | 26. März 1999 |
| Waldfriedhof-Dornhalde |               | 1.11.045 WDPA: 325552    | Stuttgart Beispielhaft von der Geologie des Stuttgarter Keuperstufenrandes geprägtes naturnahes laubholzreiches Mischwaldgebiet mit Filterwirkung für die zum „Stuttgarter Kessel“ hin fließenden Kaltluftströme. Unverfüllte und unverbaute Waldklingen als landschaftstypische und lebensraumbestimmende Oberflächenausprägung; Mischwald mit durchgängigen Lebensräumen in den Kleinfließgewässern.                                                                            | ⊙        | 149,1         | 20. Apr. 1999 |
| Weilimdorf-West |               | 1.11.046 WDPA: 378724    | Stuttgart Vielfältige Kulturlandschaft mit Streuobstwiesen, Grünland-, Acker-, Garten- und Waldflächen als sich ergänzende Lebensräume für einheimische Pflanzen und Tiere sowie weitläufiges Naherholungsgebiet im Stadtteil Weilimdorf. | ⊙        | 258,6         | 3. Sep. 2004  |
| Burghalde-Allmendhäule | BW            | 1.11.047 WDPA: 555513802 | Stuttgart Kulturlandschaft mit Weinbau, Obstwiesen, Trockenmauern | ⊙        | 53,6          | 6. Feb. 2009  |
| Legende für Landschaftsschutzgebiet |               |                          | |          |               |               |